# Can Vallhonrat
Can Vallhonrat és una masia del municipi de Cornellà de Llobregat (Baix Llobregat) inclosa en l'Inventari del Patrimoni Arquitectònic de Catalunya.

## Descripció
Masia de planta quadrada amb coberta de teulada a quatre aigües. Correspon al tipus III-1 de l'esquema de Danés i Torras. Consta de planta baixa, pis noble i golfes obertes a l'exterior per una filera de finestres disposades a manera de pòrtic d'arcades de mig punt, sobre la cornisa i cobrint tota l'amplada de la façana.
Els materials emprats són els petits carreus de pedra en la part baixa i filades de maó irregular i arrebossat (imitant carreus) a la part alta. La porta principal, de mig punt, és adovellada amb pedra ben escairada, igual que les pedres que formen les llindes i els muntants de les finestres de la façana. La disposició d'aquestes pedres al balcó i finestres tendeix a la mobilitat de superfícies. Estilema força barroc coherent amb l'època de construcció de l'edifici.

## Història
Es diu que aquesta casa fou construïda pel senyor del castell en tornar de la Guerra de Successió Espanyola. No es coneix la trajectòria posterior i en els anys vuitanta estava mig en runes. Va ser adquirida per l'Ajuntament de Cornellà, que procedirà a la seva restauració i a donar-li utilitat pública.